# 反對逃犯條例修訂草案運動直幡
在2019年最激烈的反對逃犯條例修訂草案運動中的六個月，香港人使用了100多幅室內和室外的直幡。雨傘運動六周年之際，香港市民已不再掛「我要真普選」直幡，而是「光復香港 時代革命」及「五大訴求 缺一不可」。
邁入2020年雖然冠狀病毒令2月至4月的山頂直幡次數減少，但是因為香港和中國政府繞過立法會而製定了國家安全法，香港人在5月至6月期間用更多的山頂直幡以示抗議。

## 2019年6月

### 6月4日, 2019 筆架山
2019年的香港是仍然能夠紀念天安門廣場衝突中喪生的人的少數地方之一。 在1989年的天安門廣場屠殺30週年之際，有香港市民在筆架山上掛了黃色的「毋忘六四」直幡。

### 6月5日, 2019 魔鬼山
在「毋忘六四」直幡的第二天，在魔鬼山上又豎起了掛著一幅15米長黃底黑字的「林鄭賣港下台！」直幡。

### 6月6日, 2019 獅子山
今天在獅子山上又掛了一幅50米長「反送中」的黃色直幡。

### 6月7日, 2019 五所大學
香港的五所大學聯合展示了各種直幡，以抗議逃犯條例修訂法案。 香港城市大學掛的是一幅寫著「城大人反送中」的直幡。

### 6月9日, 2019 灣仔

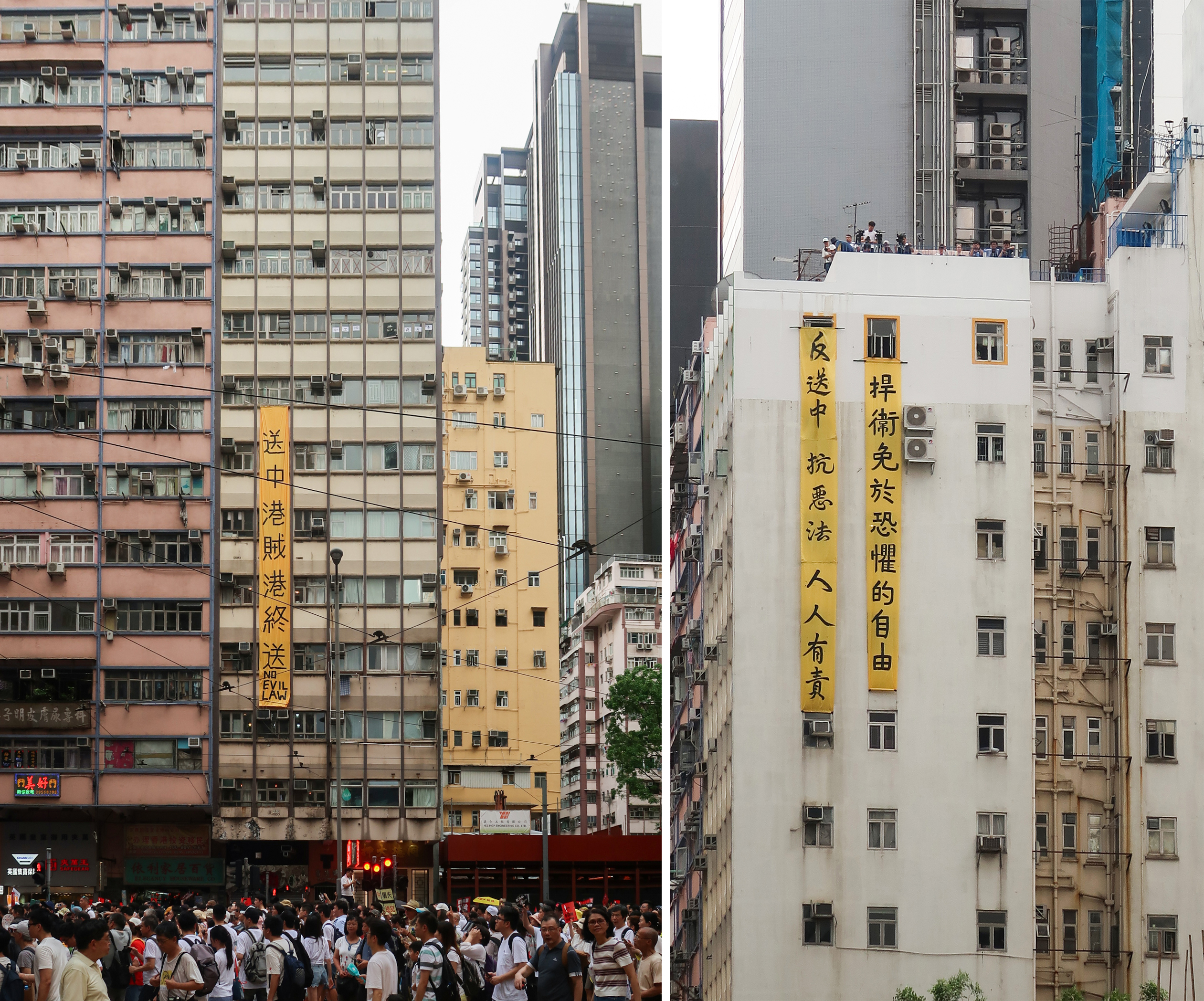
6月9日, 2019 灣仔

從銅鑼灣的維多利亞公園到金鐘，今天大約有100萬人參加了約3公里的長遊行。 在途經灣仔有市民在大廈的窗戶上懸掛直幡。 這三面直幡呼籲香港市民為自由而進行抗爭。 從左到右，「送中港賊港終送」「反送中抗惡法人人有責」「捍衛免於恐懼的自由」。

### 6月15日, 2019 獅子山
早上6點左右，在獅子山看到了一幅30米長黃底紅字寫著「保衞香港」的直幡。

### 6月16日, 2019 灣仔

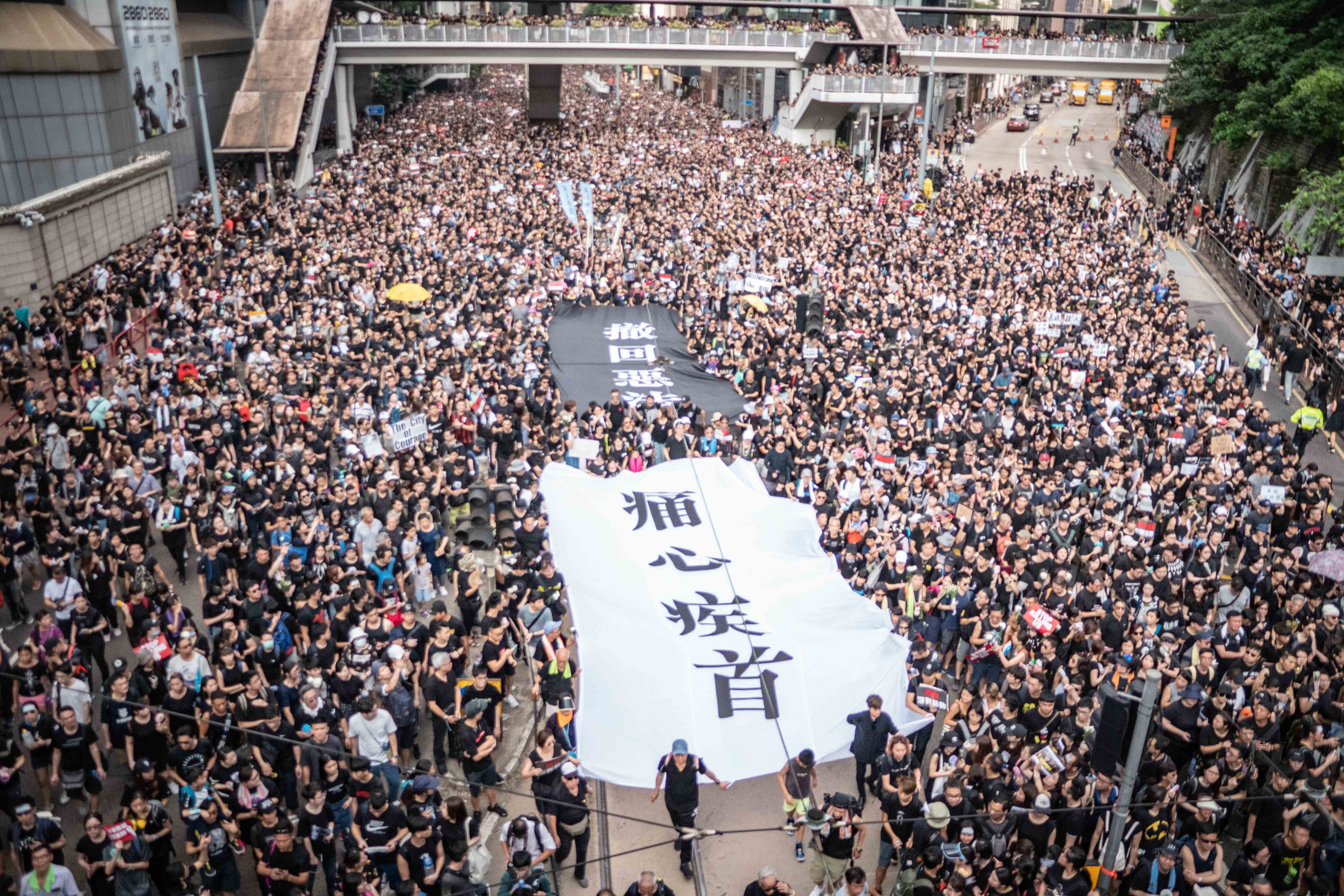
6月16日, 2019 灣仔

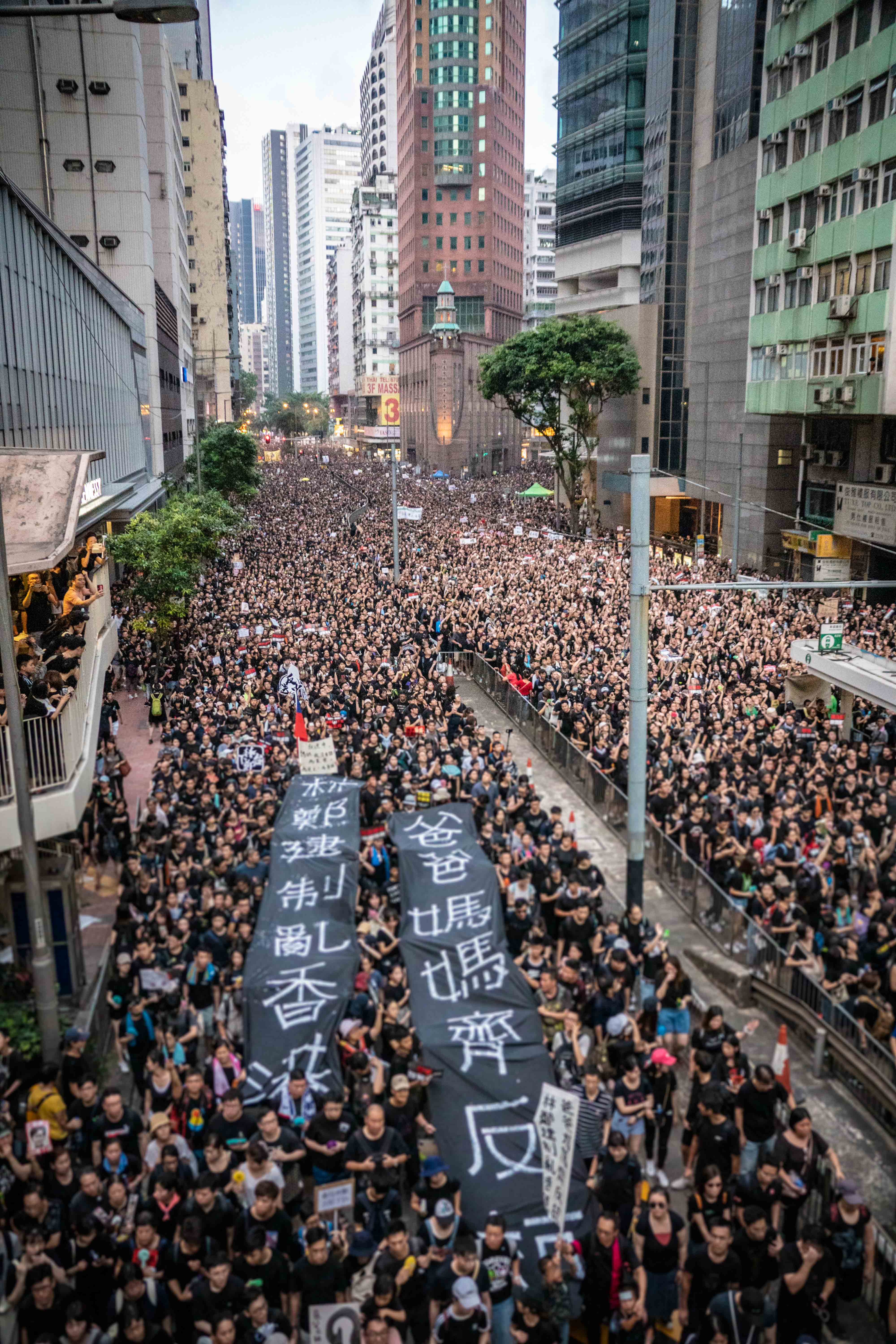
6月16日, 2019 灣仔

破紀錄的200萬示威者沿著灣仔遊行舉起多幅直幡。圖片顯示有「不撤不散！不妥協！譴責612暴力鎮壓！」, 「林鄭建制亂香港」「爸爸媽媽齊反抗」,「痛心疾首」「撤回惡法」。

### 6月18日, 2019 沙田, 中環
在早上，在沙田新城市廣場看到了一幅「民不畏死奈何以死懼之」的直幡  。到了晚上，將近一百萬名示威者遊行經中環要求撤回引渡條例。這次遊行中出現了四幅黑色的直幡，上面用白色寫著「誓守法治反送中 示威抗議非暴動」「警察暴力濫權可恥 即時釋放被捕人士」。

### 6月26日, 2019 灣仔警察總部
「釋放義士」直幡在午夜左右被示威者懸掛在灣仔警察總部，要求釋放被不公正拘留或逮捕的示威者。

## 2019年7月

### 7月1日, 2019 立法會, 魔鬼山

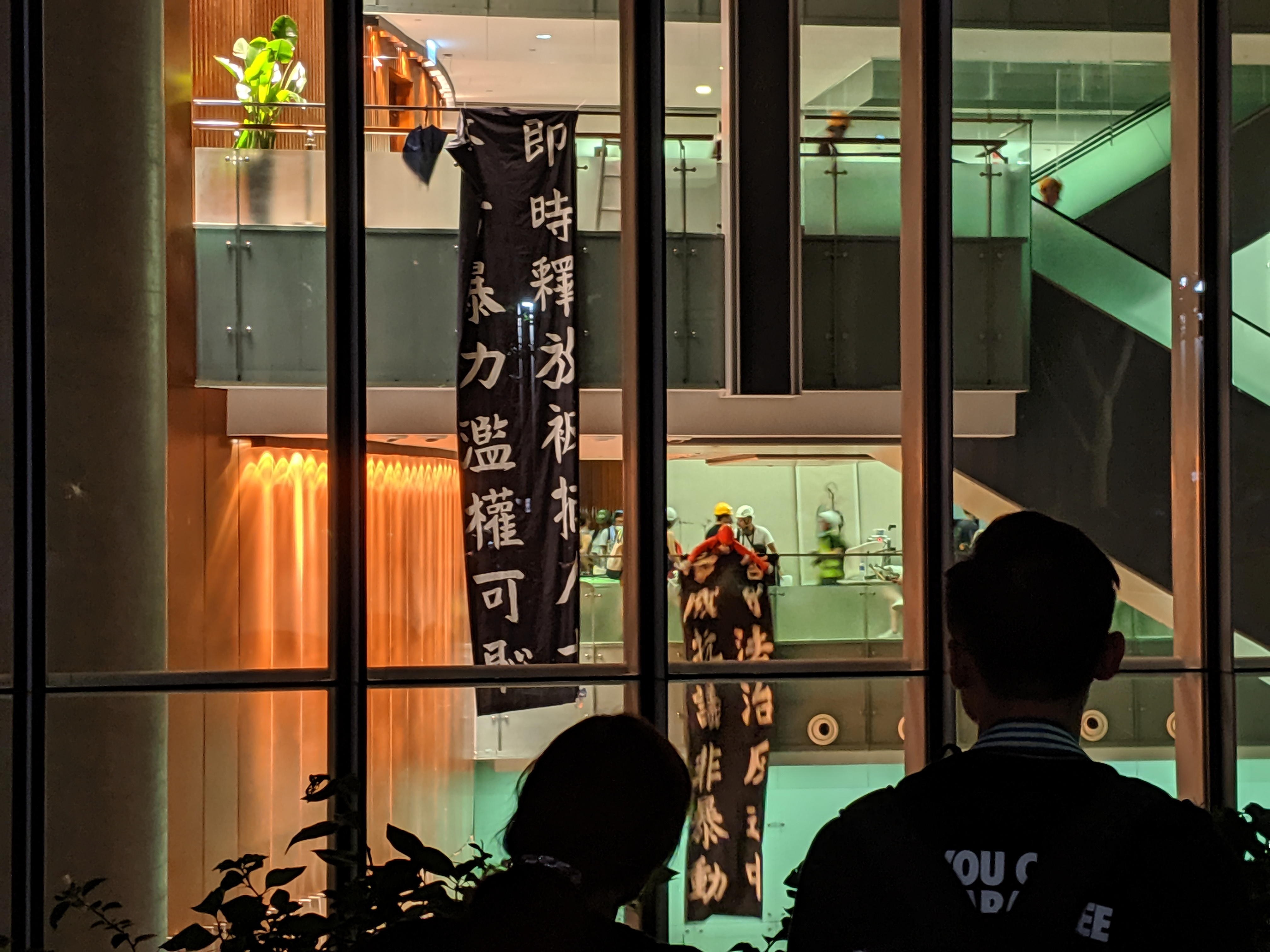
7月1日立法會內懸掛一對「誓守法治反送中 示威抗議非暴動」「警察暴力濫權可恥即時釋放被捕人士」的直幡

魔鬼山 早上了有市民懸掛一幅「痛心疾首」直幡。 在晚上抗爭者在立法會內懸掛一對「誓守法治反送中 示威抗議非暴動」「警察暴力濫權可恥 即時釋放被捕人士」的直幡。

### 7月13-14日, 2019 沙田
除了在山上和建築物外懸掛直幡外，香港示威者還使用船隻沿河移動的展示垂直直幡的口號。 一個名為“Sha Tin Commons ”的組織聲稱他們在城門河上租用一艘船來展示他們黑底白字的「撤回惡法」直幡。第二日，沙田居民舉行抗議，舉著兩副黑白對比的直幡：黑底白字的為「痛心疾首」，白底黑字為「撤回惡法」。

### 7月17日, 2019 中環

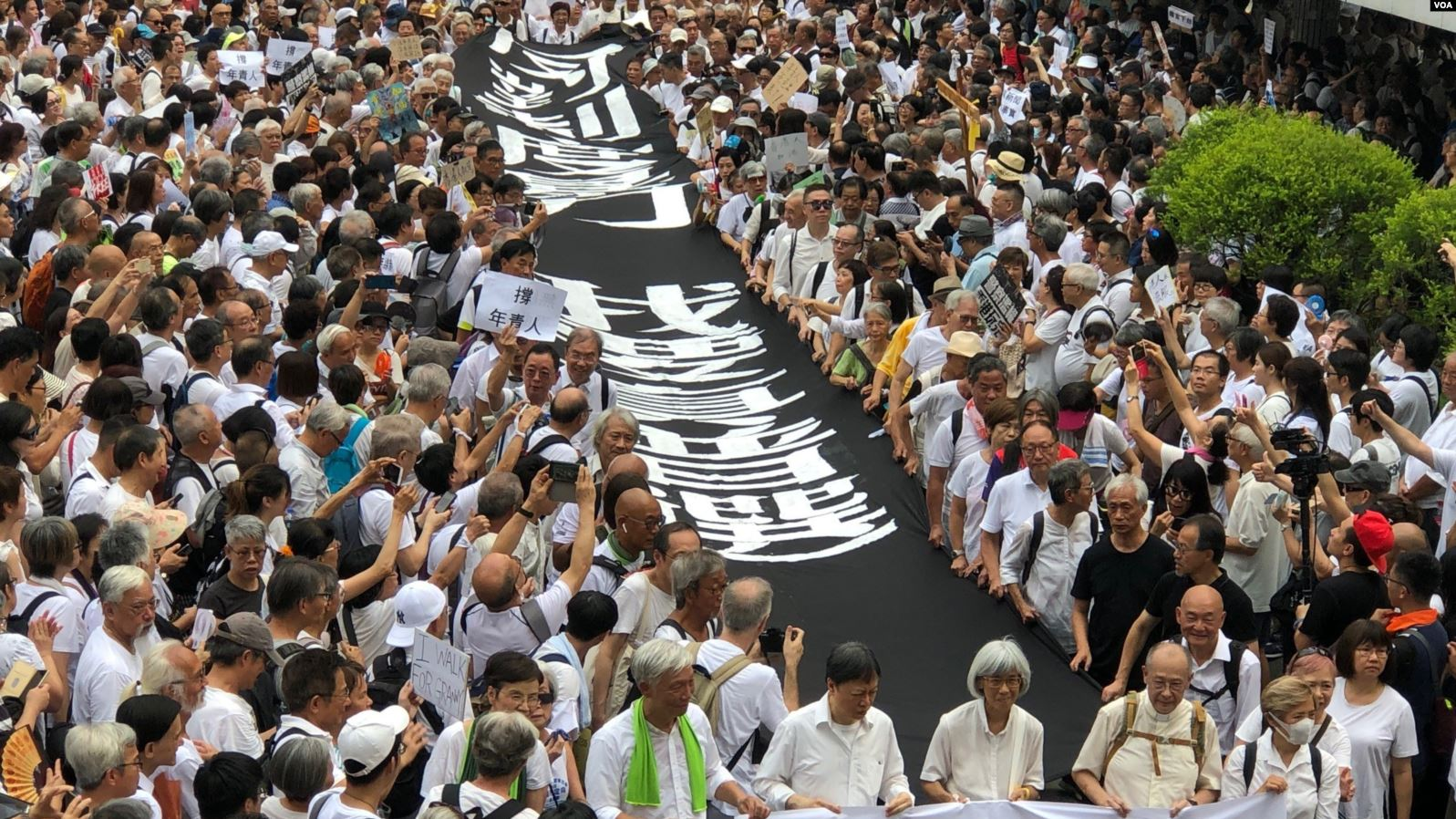
“銀髮族”直幡 7月17日, 2019.

上萬稱為“銀髮族”的香港老年男女組織了一次集會遊行來支持年輕的前線示威者，並譴責警察的野蠻行徑。 遊行者攜帶的直幡黑底白字寫著「反對制度暴力 我要真普選」。

### 7月21日, 2019 中環

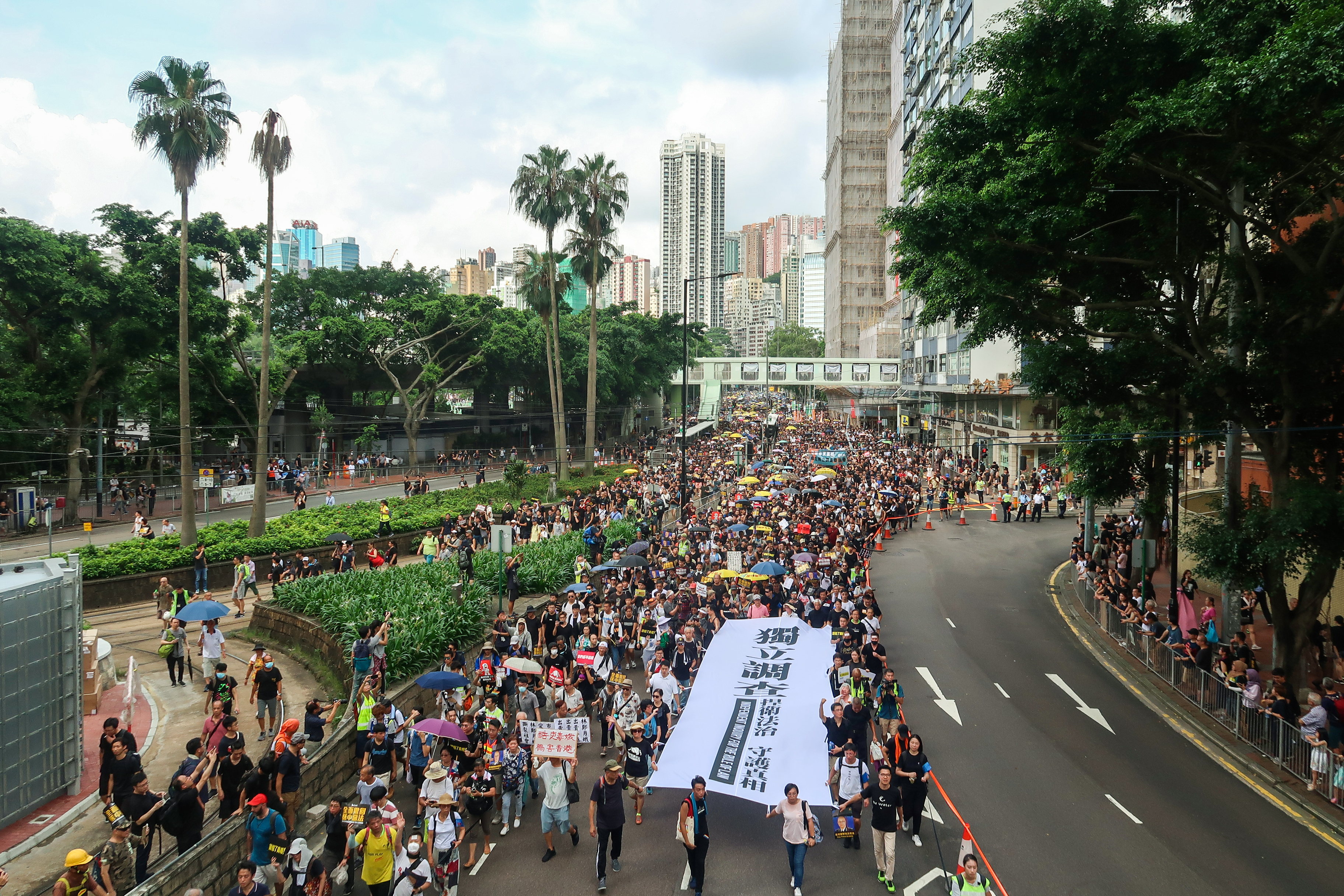
7月21日「獨立調查、捍衛法制、守護真相」直幡

這次抗議活動是由幾個社會工作者協會組織的，他們譴責政府對香港市民的要求缺乏反應，造成了對香港人的傷害，逮捕和間接死亡。 大約4000名社會工作者舉著直幡參加了這次的靜默遊行，指責行政長官林鄭月娥對她的無所作為造成的社會動盪視而不見。 另外，成千上萬的抗議者也從維多利亞公園遊行到中環，舉著「獨立調查、捍衛法制、守護真相」的直幡，要求對警察進行獨立調查。

## 2019年8月

### 8月1-5日, 2019 沙田

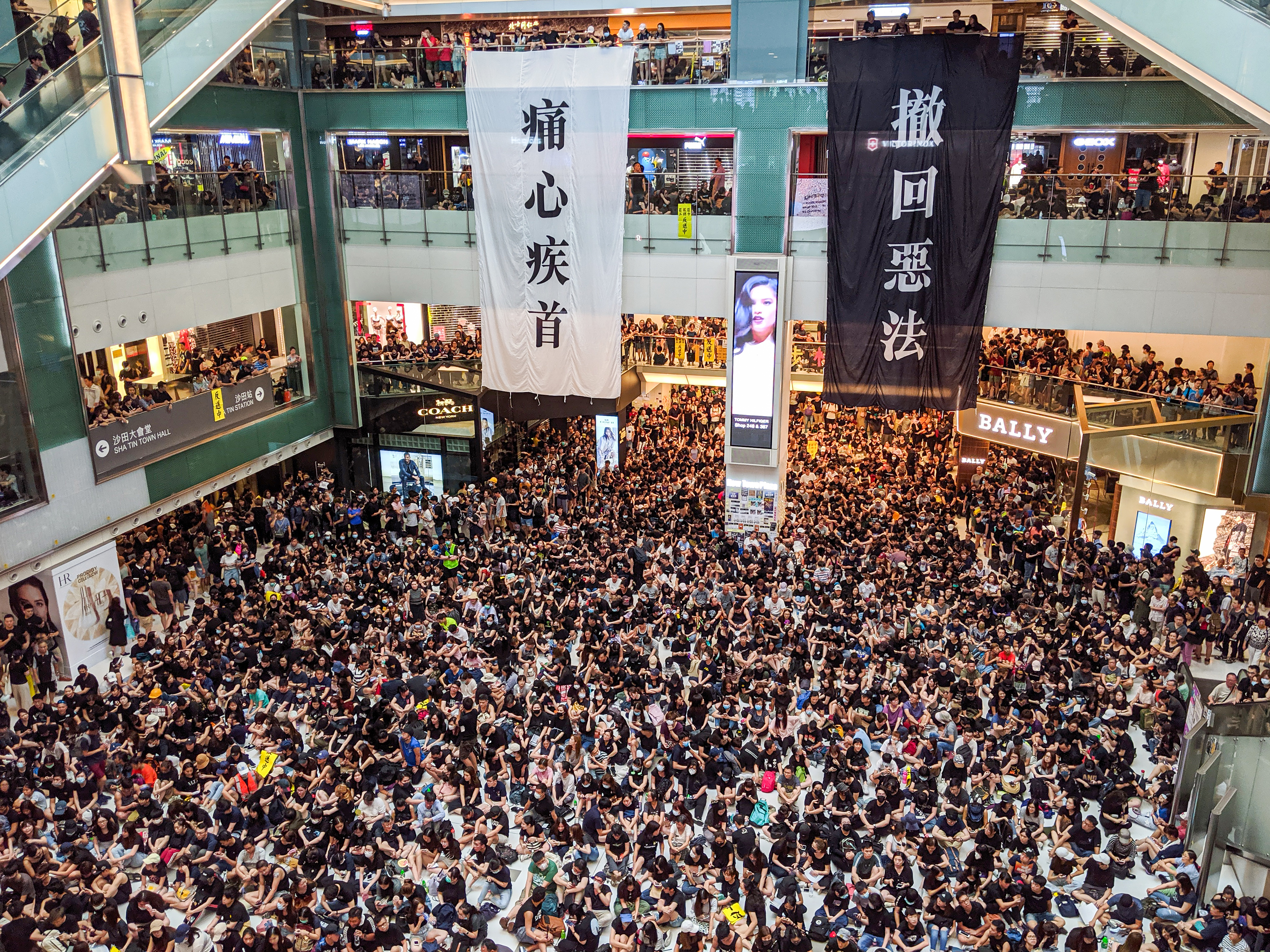
8月1-5日「痛心疾首」「撤回惡法」沙田新城市廣場

為了讓更多香港市民知道及參與8月5日的大罷工，沙田居民在新城市廣場內展開了一系列的直幡。 8月1-5日，沙田市民懸掛兩層高的「痛心疾首」「撤回惡法」直幡懸掛在二樓

### 8月5日, 2019 金鐘

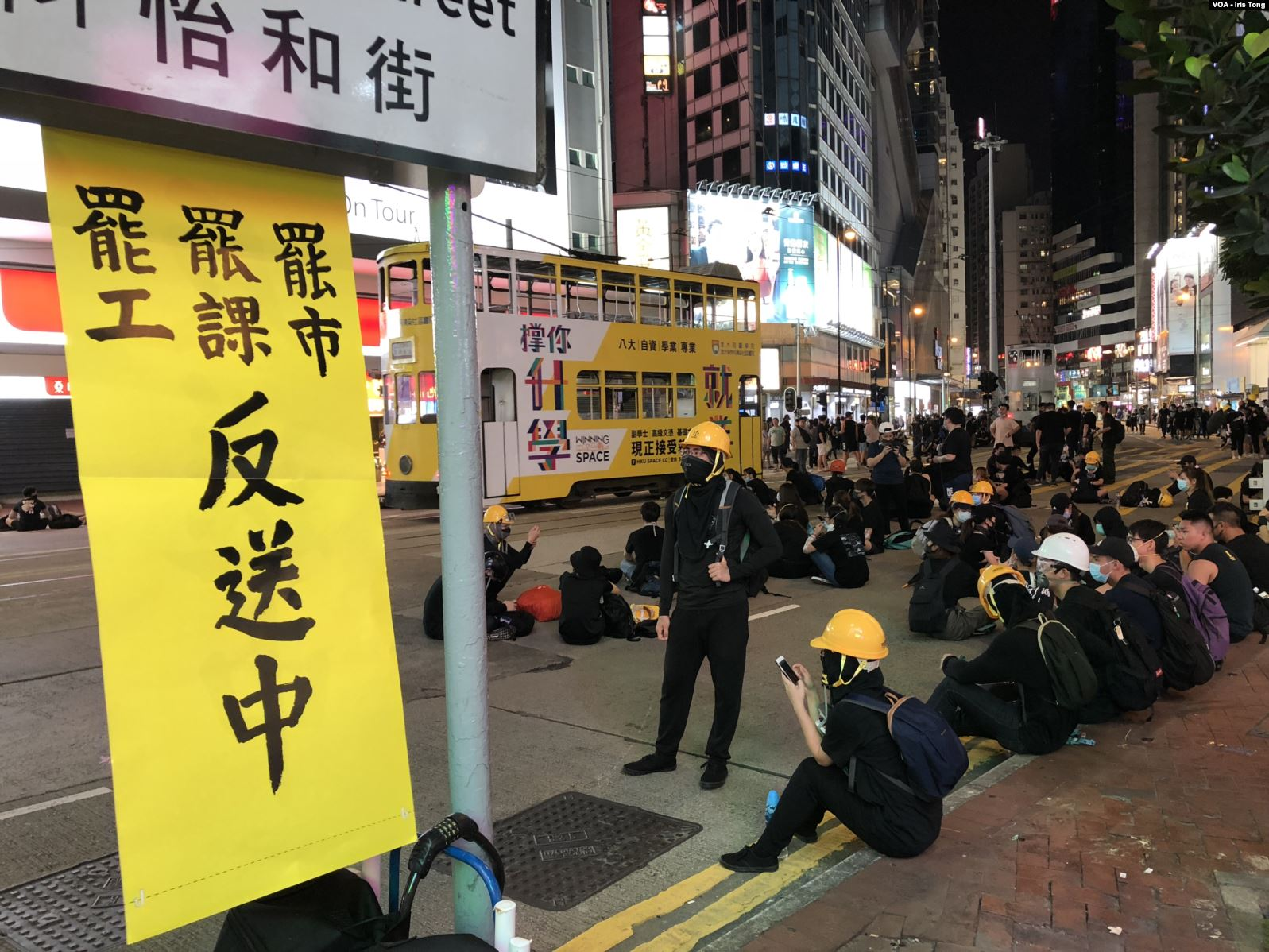
8月5日大罷工. 銅鑼灣

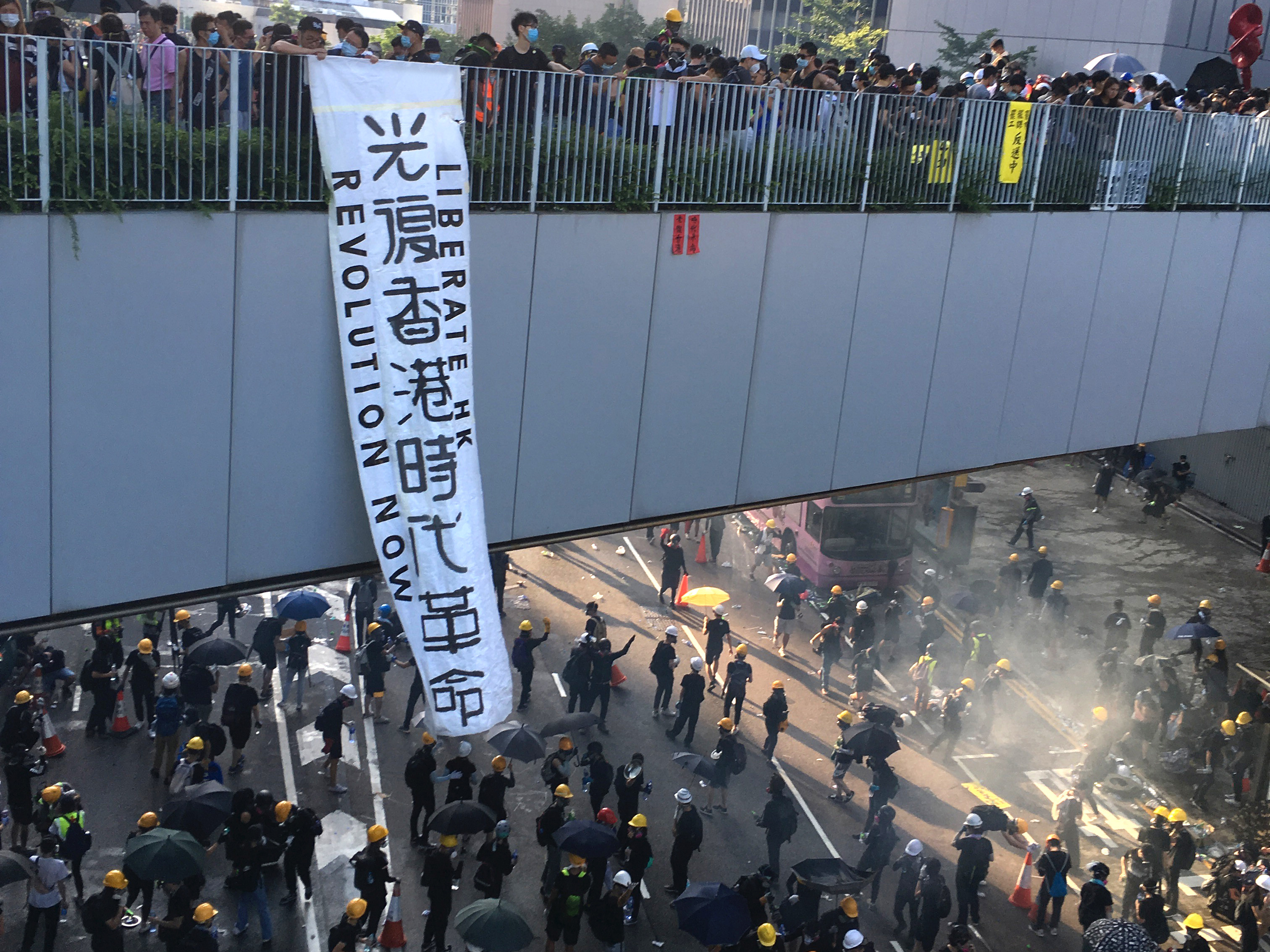
8月5日金鐘夏慤道的「光復香港，時代革命」直幡

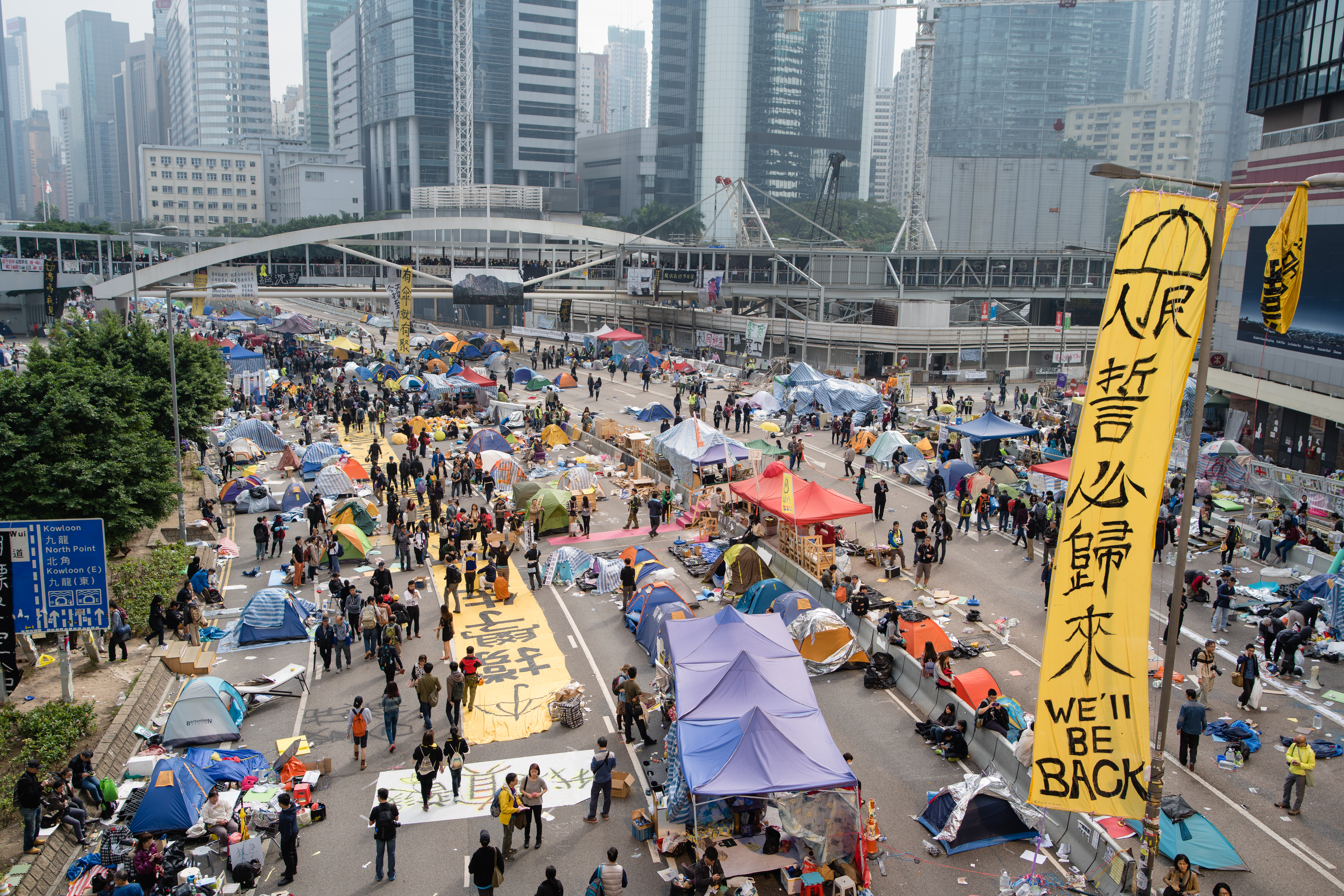
「人民誓必歸來」 12月11日, 2014

8月5日大罷工當日市民在雨傘運動的金鐘夏慤道的行人天橋上懸掛一幅白底黑字寫著「Liberate Hong Kong, revolution of our times 光復香港 時代革命」的直幡 。

### 8月9-11日, 2019 香港機場

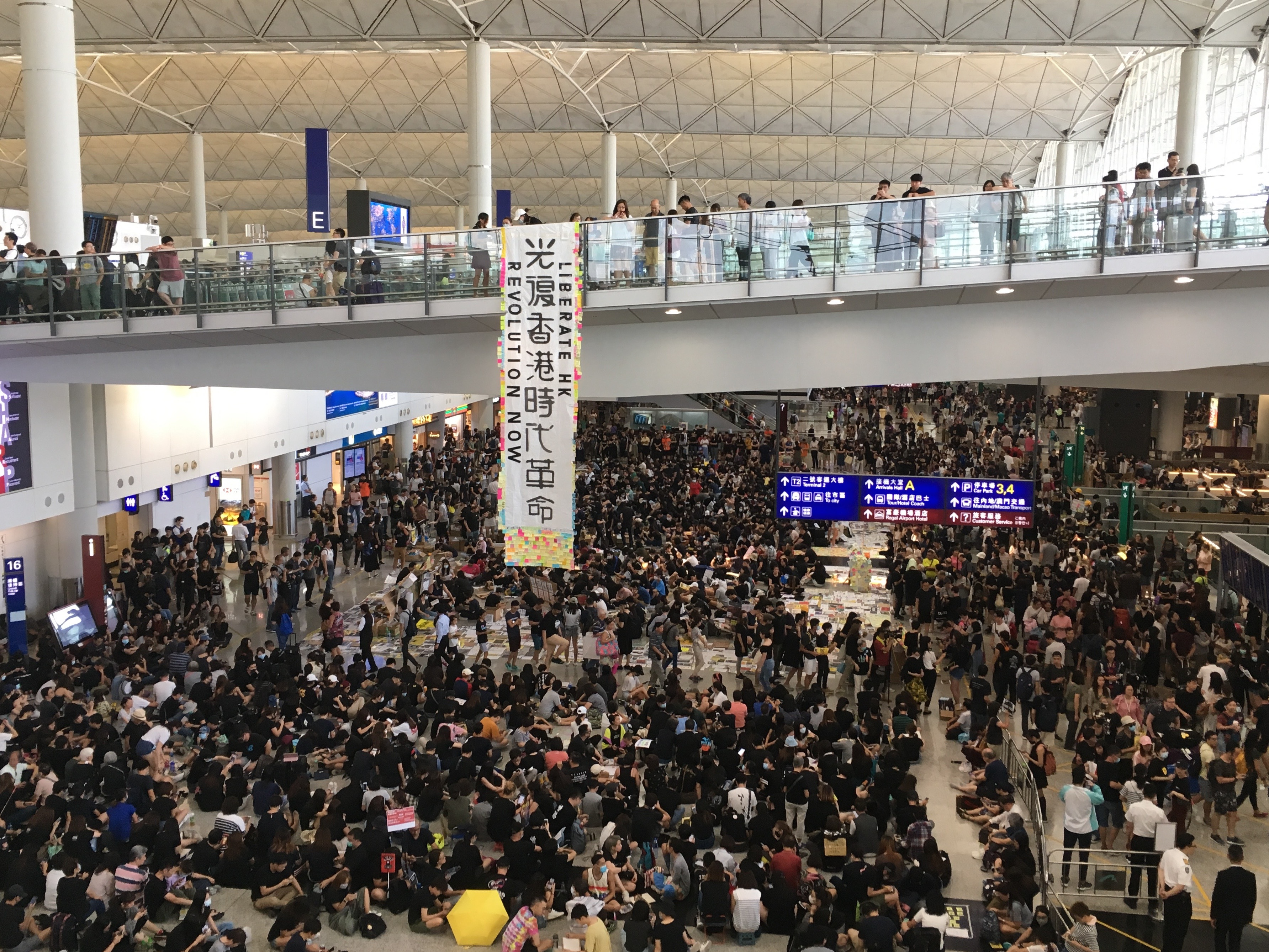
8月9-11日「和你飛」的「光復香港，時代革命」連儂牆化直幡.

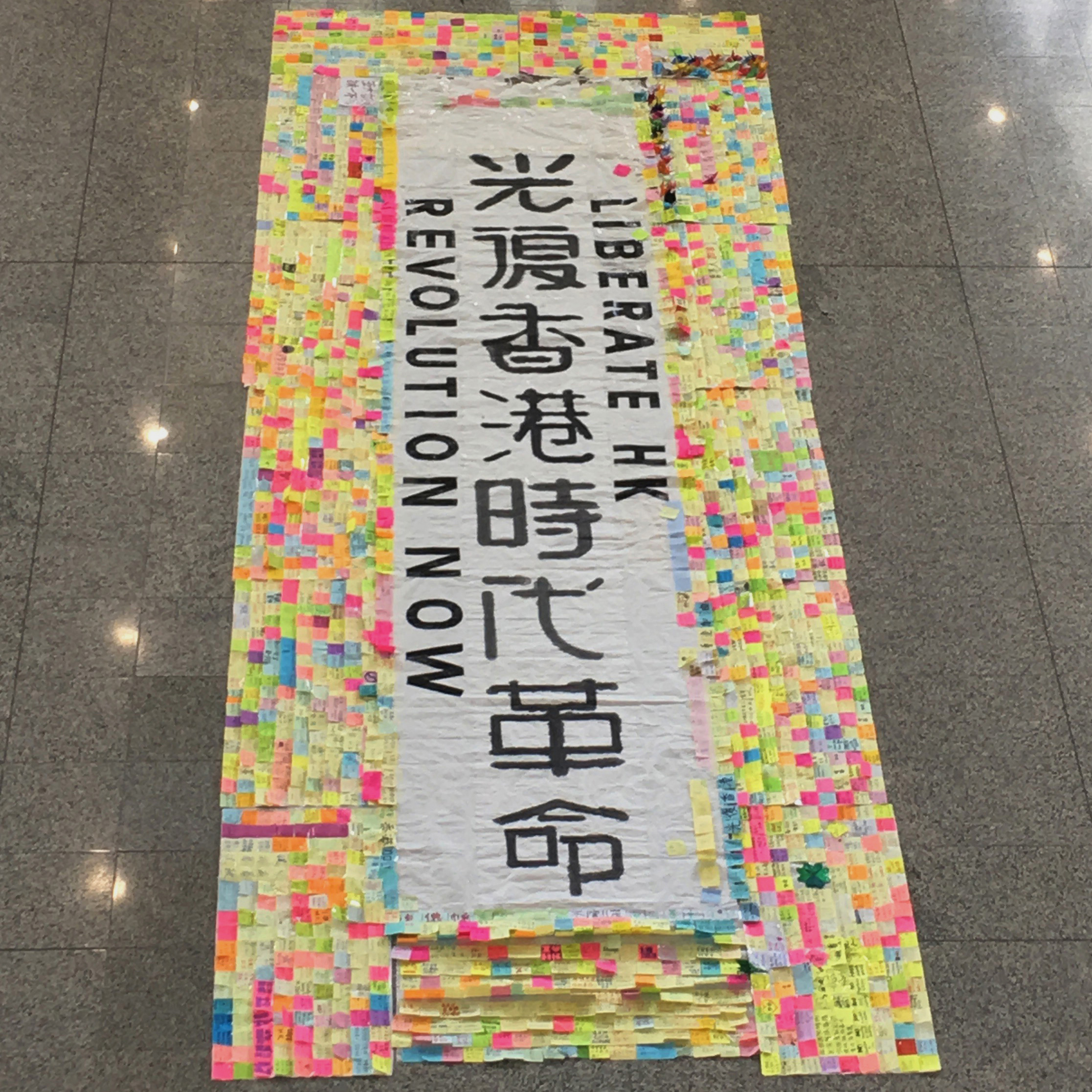
8月9-11日「和你飛」的「光復香港，時代革命」連儂牆化直幡放大版.

之前在金鐘夏慤道的「光復香港，時代革命」直幡被連儂牆化，出現在香港機場 。

### 8月18日, 2019 金鐘

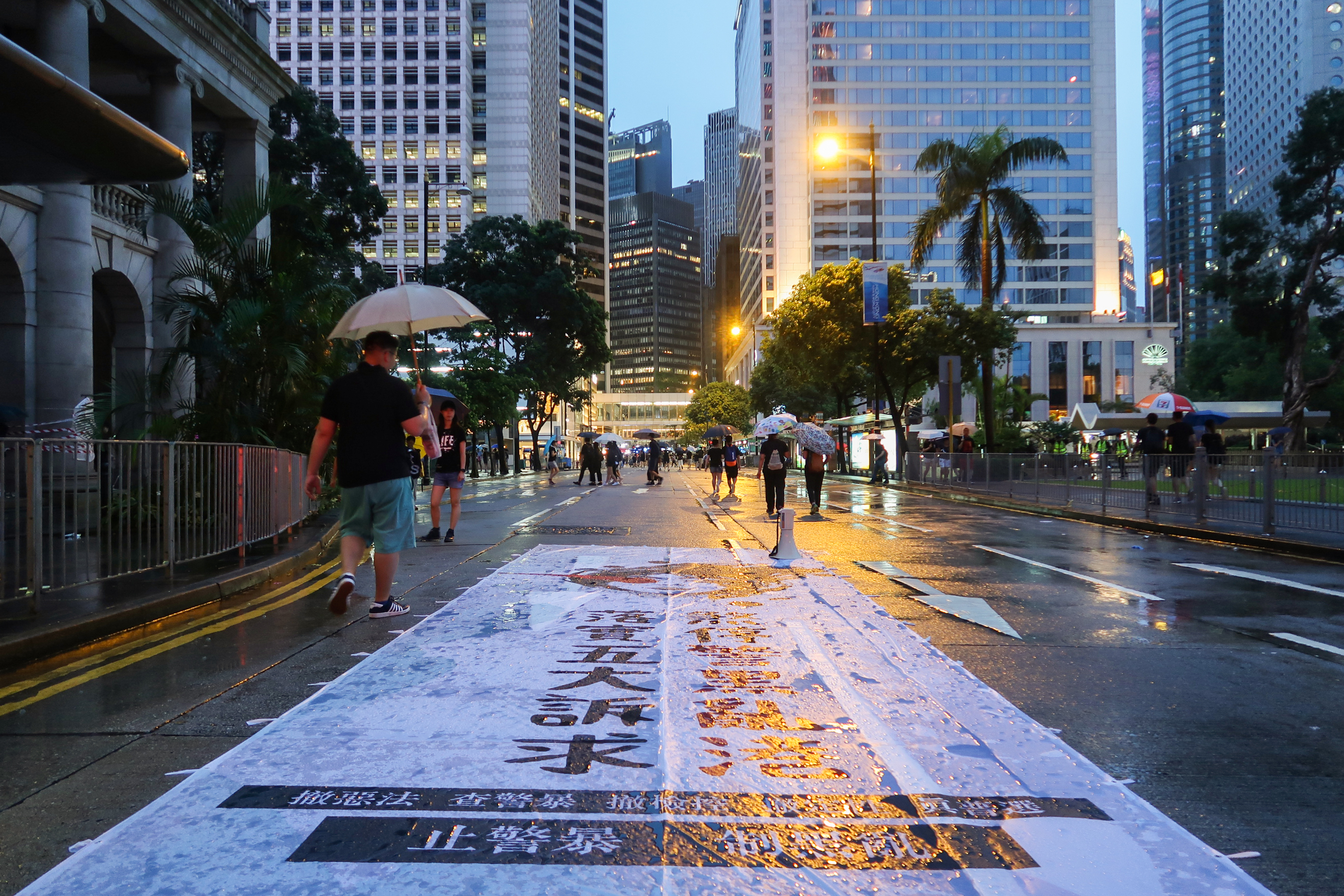
8.18.2019 「 煞停警黑亂港落實五大訴求」直幡

當日早上超過一百萬的香港市民在雨中遊行抗議警暴。 這是自6月以來的第七次大規模抗議活動。 直幡是此遊行的主題：「 煞停警黑亂港落實五大訴求」。 傍晚，市民在金鐘夏慤道同一條行人天橋上再次被市民懸掛了一幅白底黑字「我要民主 We Want Democracy」的直幡。

### 8月23-24日, 2019 獅子山
在香港之路人鏈活動的第二天，獅子山上豎起了兩副長15米的黑底白字「黑警濫暴」「殺人政權」的直幡。

### 8月29日 筆架山
市民再次在筆架山掛上一幅黃色八米長的「平反暴動 釋放義士」直幡。

### 8月31日, 2019 筆架山
五年前的8月31日北京拒絕給予香港普選。今天筆架山上出現了兩幅黃色15米長的直幡，寫著「我要真普選」和「撤回人大831」。

## 2019年9月

### 9月5日, 2019 聖保羅書院
聖保羅書院的學生掛上寫著「得自由循知識路、容差異繫保羅心」的直幡對聯以抗議逃犯條例修訂草案。

### 9月12日, 2019 筆架山
市民在筆架山懸掛了這面寫著「黑警才是暴徒」的30米長黑色直幡。

### 9月13日, 2019 飛鵝山,  太平山
今日在香港島及九龍分別發現三面直幡。 首先有市民在飛鵝山上豎起了兩幅直幡。一幅為黑底白字「展開獨立調查」，另一幅為黃底黑字「制裁黑警」 。另一方面，在太平山上找到一尺寸為15米x 2米黑底白字的「撤銷暴動控罪」直幡。

### 9月14日, 2019 獅子山

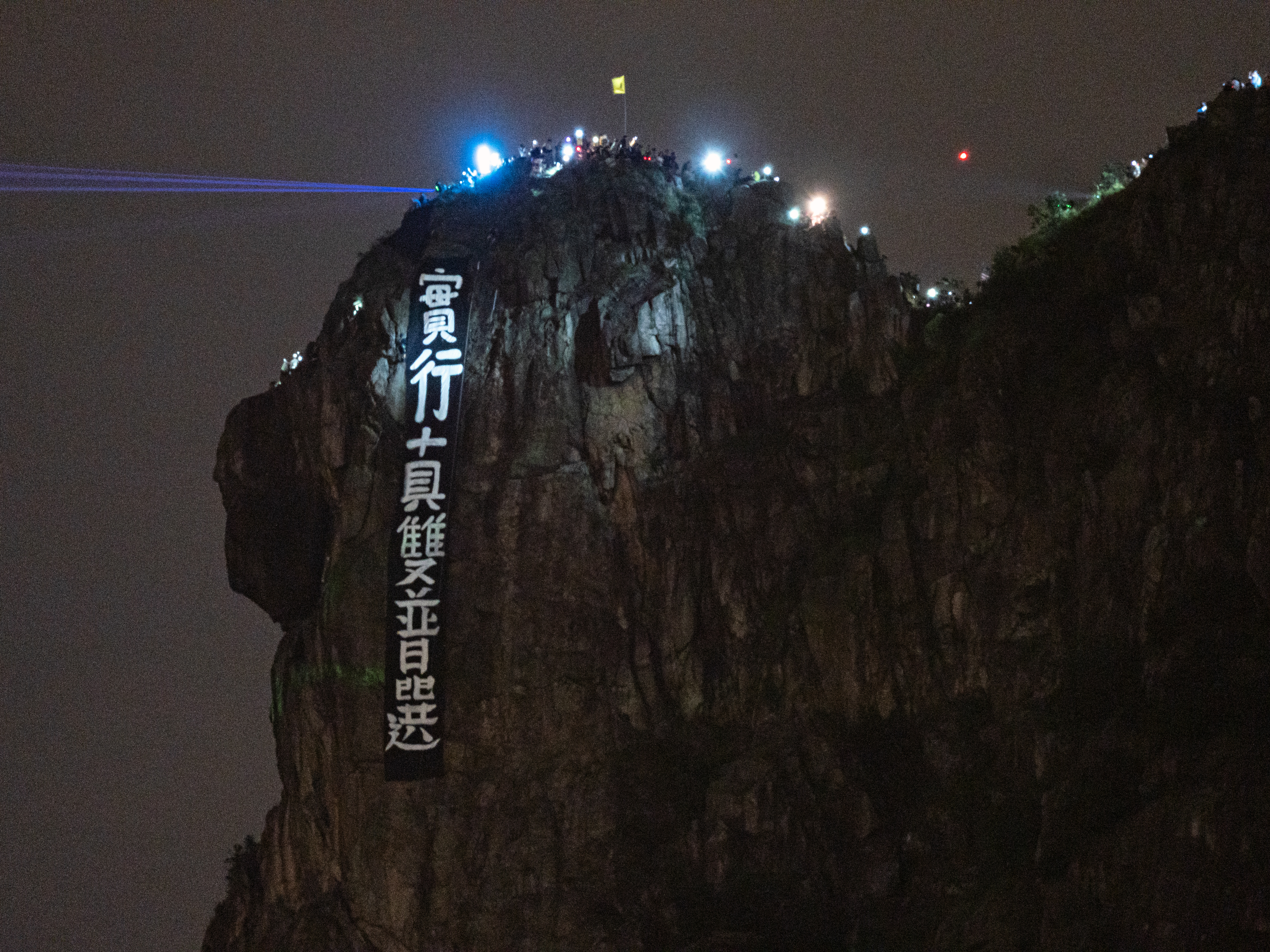
獅子山直幡 9月14日, 2019

在這個中秋佳節，數百名香港市民在獅子山慶祝。 他們一邊用手機照亮通往獅子山的山徑，一邊和平地唱著《願榮光歸香港》及高呼五大訴求。 除人鏈外，在獅子山懸崖上還掛了一幅100英尺長的直幡，上面寫著「實行真雙普選」。 一位姓黃的戶外運動愛好者說另外最近的兩幅直幡也是他和攀岩同伴懸掛的。

### 9月15日, 2019魔鬼山
這是連續第三天在山頂懸掛直幡。這次的直幡是黑底白字「撤銷暴動控罪」。

### 9月16日, 2019 香港大學
這是一幅帶有廣東話粗口的直幡對聯，掛在香港大學校園。直幡上寫著「港大建築叫極唔郁」「香港淪陷仲建乜撚」。

### 9月21日, 2019 筆架山
與兩週前的9月12日的黑色「黑警才是暴徒」直幡不同，這次掛的是黃底白字「黑警才是暴徒」。

### 9月22日, 2019  銅鑼灣 ,  沙田
今天，在銅鑼灣時代廣場四樓抗議者掀起一幅「我願榮光歸香港」直幡。另外在沙田新城市廣場的二樓和三樓懸掛著其他多幅直幡，分別寫著「還我真相，誓滅黨鐵」，「昨日彊藏」「今日香港」「明日台灣」，「知法犯法」「枉為警察」，「民不畏死 」「奈何以死懼之」，「支持勇武」「支持學生」「支持和理非」 ，「民主自由」「人所追求」。

### 9月23日, 2019 筆架山
有市民在筆架山懸掛了這幅黃底黑字的「解散警隊」 直幡。

### 9月24日, 2019 金鐘
有市民在金鐘太古廣場內懸掛兩日前(9月22日)在銅鑼灣時代廣場掛的「我願榮光歸香港」直幡 。

### 9月27日, 2019 中環, 獅子山, 筆架山

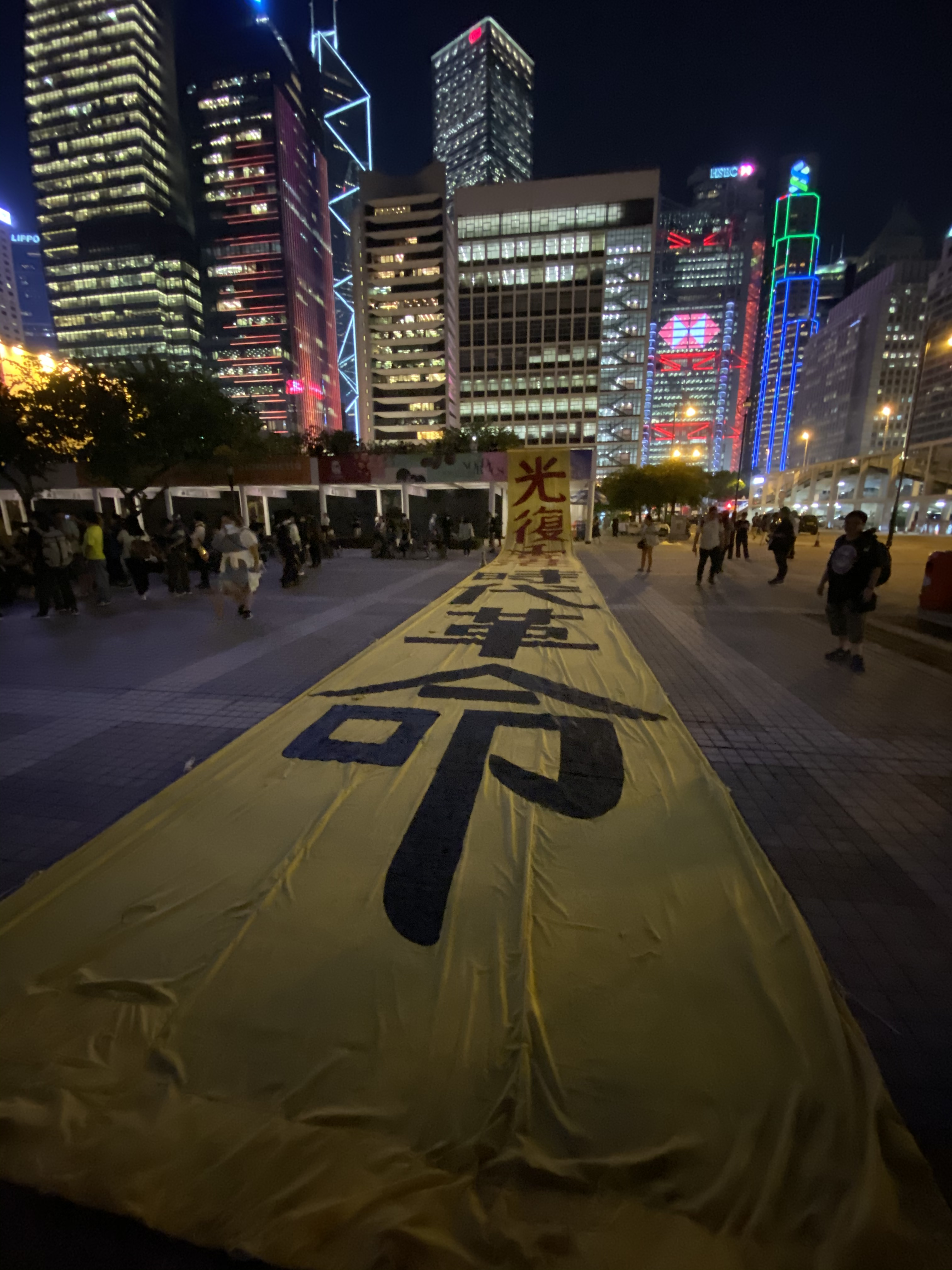
「光復香港，時代革命」直幡從屋頂上一直懸至在地面 9月27日, 2019

早上，有四位市民爬到獅子山，展開了兩幅藍底白字「天滅中共　全黨死清光」的直幡。另外，有市民在筆架山懸掛了「十一‧賀佢老母」的直幡。在晚上，上萬的市民聚集在中環的愛丁堡廣場，以表示聲援被捕者。 該「光復香港，時代革命」直幡從屋頂上一直懸至在地面。

### 9月30日, 2019飛鵝山
國慶節前一天有市民爬到飛鵝山懸掛了一幅「結束一黨專政」的直幡。

## 2019年10月

### 10月1-2日, 2019 魔鬼山
國慶日有一幅寫著「賀佢老母」的直幡出現在魔鬼山 。

### 10月6日, 2019 中環
參見：禁止蒙面規例

香港市民在金鐘上懸掛黑色直幡表達了他們對蒙面法生效的憤怒。該直幡標語用中文和英文寫成「殺人政權 Our Gov Is Killing Us」。同時，有一幅寫著「香港警察蓄意謀殺」的直幡，抗議警暴 。

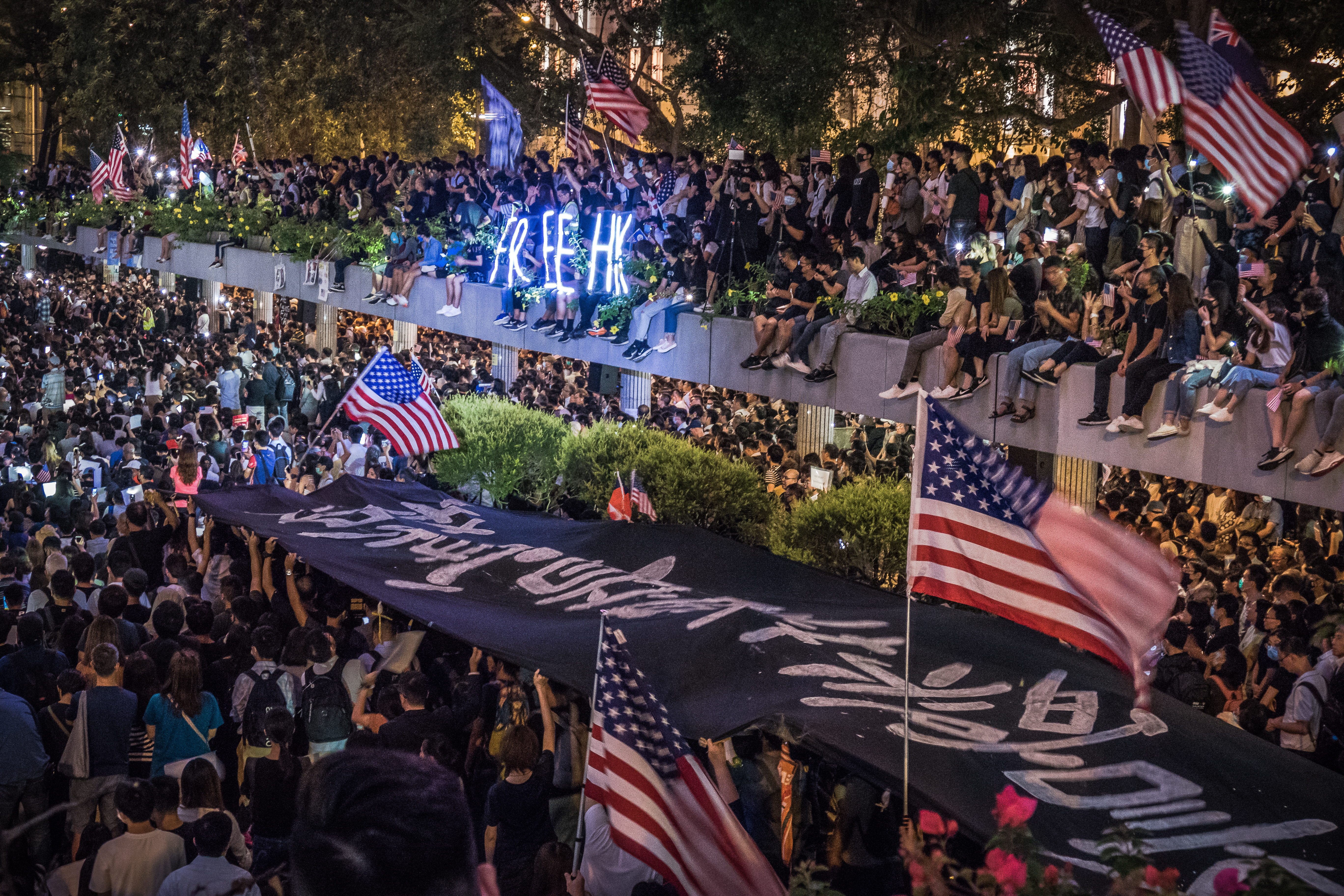
「香港警察蓄意謀殺」10月6日, 2019

### 10月10日, 2019 香港大學
在香港大學正門上懸掛著一對黑色的直幡對聯，指責這些大學官員沒有譴責警暴，也沒有維護香港的自由。直幡寫著「你冷眼旁觀親手斷送香港未來」 「你視而不見淪為殺人政權幫兇」。

### 10月14日, 2019 中環
今天的遮打花園集會抗議遊行中再次見到「香港警察蓄意謀殺」的直幡。

### 10月19日, 2019尖沙咀
今天的抗議主要是針對林鄭月娥拒絕聆聽香港市民訴求與拒絕和香港市民對話，以及最近通過的蒙面法行政命令。遊行直幡寫著「市民蒙面林鄭蒙心」。

### 10月20-21日, 2019 魔鬼山
20米長的黃色「我願榮光歸香港」直幡出現在魔鬼山 。

### 10月27日, 2019 筆架山
筆架山上出現一幅寫著「香港警察蓄意謀殺」的直幡 。

## 2019年12月

### 12月1日, 2019  沙田
在沙田新城市廣場的二樓和三樓又再次被市民懸掛了多幅直幡，分別寫著:「永不分化」「永不篤灰」「永不割席」,「撤回逃犯條例修訂」「釋放所有被補抗爭者」,「收回六一二暴動定性」,「實行真雙普選」,「成立獨立調查委員會」,「退無可退」「絕不再退」,「警權無限大」「香港被出賣」,「寧鳴而死」「不默而生」,以及「暴政成為事實」「革命就是義務」。

### 12月12日, 2019 筆架山
出現在10月19日尖沙咀遊行，寫著「市民蒙面林鄭蒙心」的直幡被市民懸掛在筆架山上 。

## 2020

### 1月18日, 2020 筆架山
筆架山上出現一幅黑底白字寫著「香港人加油 反抗復仇」的25米長直幡。 

### 5月16日, 2020 沙田

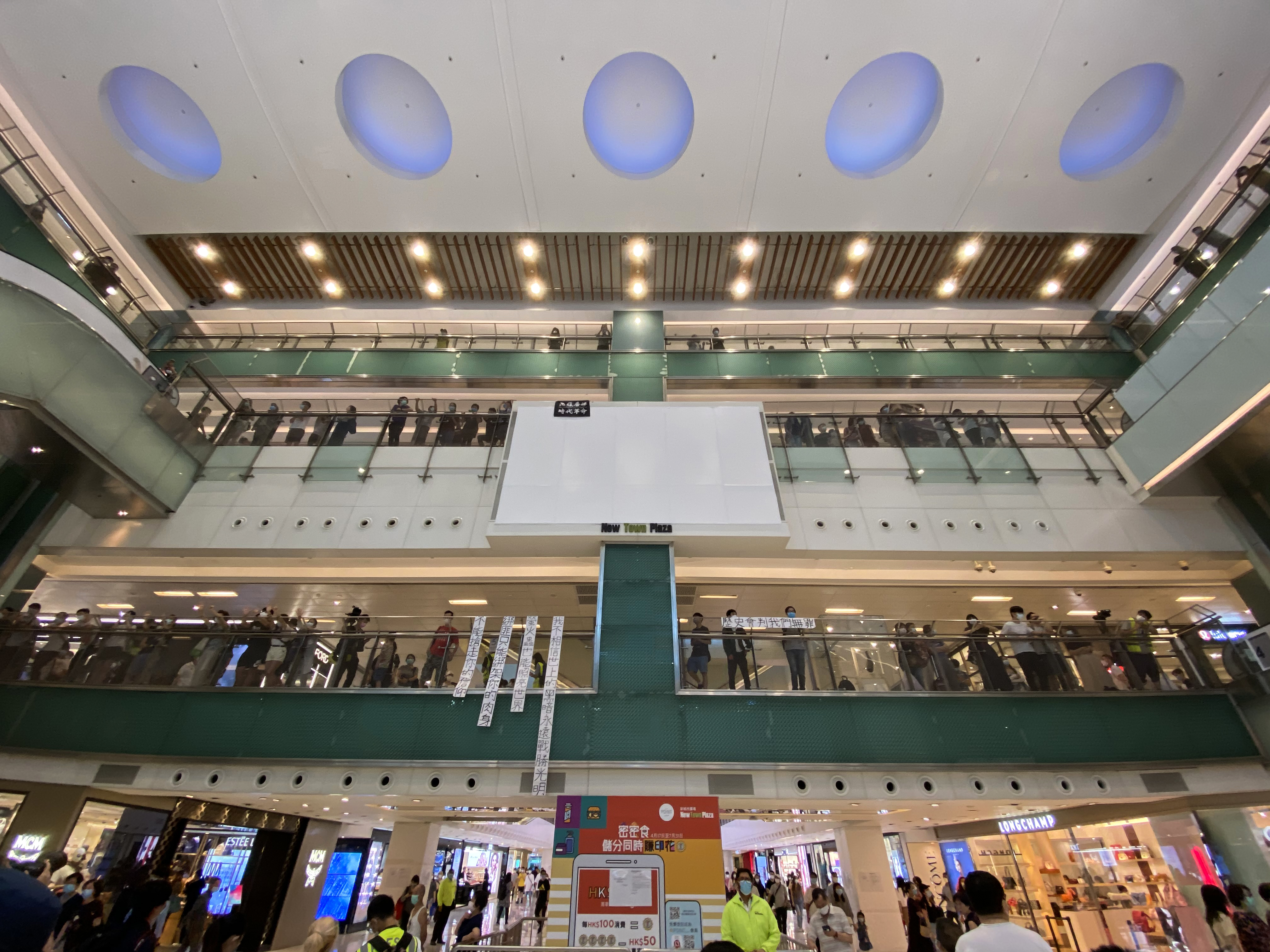
作詞人林夕語句：「我不相信世上的黑暗永遠戰勝光明」、「螢火蟲也能照亮世界」、「綁匪只能綁架你的肉身」、「不能搶走你的信仰」5月16日, 2020 沙田

沙田新城市廣場中庭又一次被市民懸掛了4幅直幡，寫有作詞人林夕的語句：「我不相信世上的黑暗永遠戰勝光明」、「螢火蟲也能照亮世界」、「綁匪只能綁架你的肉身」、「不能搶走你的信仰」。

### 5月28日, 2020 筆架山
主題目: 中華人民共和國香港特別行政區維護國家安全法
這面是第一幅完全用英文寫的直幡。 長10米的 "Say No To Security Law" 是在北京人大繞過香港立法會通過的香港國家安全法當天早上出現的。

### 5月29日, 2020 魔鬼山
長30米的「蝈安法摧毀香港」直幡出現在魔鬼山  。

### 6月5日, 2020 中環
中環國際金融中心 (IFC)出現了一幅黑底白字寫著「民不畏死奈何以死懼之」的直幡。

### 6月14-15日, 2020 筆架山
一幅25米長「一國一制香港玩完」黑底白字直幡出現在筆架山。

### 6月17日, 2020 筆架山
一幅30米長黑底白字寫著 "HK Can't Breathe" 的直幡又出現在 筆架山 這句話暗示了因警暴而去世的美國人 George Floyd，及從而導致了針對美國警暴行長達數月的抗議。

### 6月22-23日, 2020 獅子山
有一幅30米長，垂在獅子山上的黑底白字直幡呼籲香港市民「七一上街抗惡法」。

### 6月30日, 2020 中環
在北京頒布的《國家安全法》生效前夕，香港市民在中環IFC第三次看到這面「民不畏死奈何以死懼之」直幡。